# Llista de videojocs de PlayStation 4
Aquesta és una llista de videojocs publicats per la videoconsola PlayStation 4 de Sony Computer Entertainment.

## A
- A.O.T. Wings of Freedom
- Ace Combat 7
- Adam's Venture Origin's
- Adventure Time: Finn and Jake Investigations
- Aegis of Earth: Protonovus Assault
- Agatha Christie: The ABC Murders
- Agents of Mayhem
- Air Conflicts Double Pack
- Air Conflicts: Pacific Carriers
- Air Conflicts: Secreft Wars Ultimate Edition
- Air Conflicts: Vietnam Ultimate Edition
- Akiba's Beat
- Akiba's Trip 2+A
- Akiba's Trip: Undead and Undressed
- Alekhine's Gun
- Alienation
- Alien: Isolation
- Among the Sleep
- Angry Birds Star Wars
- Anima: Gate of Memories
- Anoko ha Ore kara Hanarenai
- Aragami
- Arcania : The Complete Tale
- Arslan: The Warriors of Legend
- Assassin's Creed IV: Black Flag
- Assassin's Creed Chronicles
- Assassin's Creed Syndicate
- Assassin's Creed The Ezio Collection
- Assassin's Creed Unity
- Assault Suit Leynos
- Assetto Corsa
- Atelier Firis: The Alchemist of the Mysterious Journey
- Atelier Sophie: The Alchemist of the Mysterious Book
- Atrapa la Bandera
- Awesomenauts Assembleǃ

## B
- Back to the Future 30th Anniversary Edition
- Batman: Arkham Knight
- Batman: Arkham Knight: Game of the Year Edition
- Batman: Arkham VR (PSVR)
- Batman: Return to Arkham
- Batman: The Telltale Series
- Battleborn
- Battlefield 1
- Battlefield 4
- Battlefield: Hardline
- Battlezone (PSVR)
- Battle Worlds: Kronos
- Berserk and the Band of the Hawk
- Beyond Flesh and Blood
- Big Buck Hunter Arcade
- Biohazard Value Pack
- BioShock The Collection
- Blade Arcus from Shining EX
- Bladestorm Nightmare
- BlazBlue: CentralFiction
- BlazBlue: ChronoPhantasma Extend
- Blood Bowl 2
- Bloodborne
- Bloodborne: Game of the Year Edition
- Bloodborne: The Old Hunters
- Bloodstained: Ritual of the Night (TL)
- Borderlands: The Handsome Collection
- Bound by Flame
- Brothers: A Tale of Two Sons

## C
- Caladrius Blaze
- Call of Duty: Advanced Warfare
- Call of Duty: Black Ops III
- Call of Duty: Ghosts
- Call of Duty: Infinite Warfare (PSVR)
- Carmageddon: Max Damage
- Cartoon Networkː Battle Crashers
- Chaos;Child
- Child of Light
- Cosmic Star Heroine (TL)
- Crash Bandicoot N. Sane Trilogy
- Crows: Burning Edge

## D
- DanganRonpa 1-2 Reload
- DanganRonpa V3: Killing Harmony
- DanganRonpa Another Episode: Ultra Despair Girls
- Darius
- DariusBurst: Chronicle Saviours
- Dark Souls II: Scholar of the First Sin
- Dark Souls III
- Darksiders: Warmastered Edition
- Darksiders II: Deathinitive Edition
- Dead Island Definitive Edition
- Dead Island 2
- Dead or Alive 5: Last Round
- Dead or Alive Xtreme 3: Fortune (PSVR)
- Deadlight: Director's Cut
- Deadpool
- Deception IV: The Nightmare Princess
- De-formers
- Destiny
- Destiny : La Collection
- Destiny : Le Roi des Corrompus
- Detroit: Become Human
- Deus Ex: Mankind Divided
- Devil May Cry 4 Special Edition
- Dex
- Diablo III: Ultimate Evil Edition
- Digimon Story: Cyber Sleuth
- Digimon World: Next Order
- Dino Dini's Kick Off Revival
- Dirt Rally Legend Edition
- Disgaea 5: Alliance of Vengeance
- Dishonored: Definitive Edition
- Dishonored 2
- Disney Infinity 2.0: Marvel Super Heroes
- Disney Infinity 3.0
- Divinity: Original Sin Enhanced Edition
- DmC: Devil May Cry: Definitive Edition
- Don Bradman Cricket
- Doom
- Dragon Age: Inquisition
- Dragon Age: Inquisition: Game of the Year Edition
- Dragon Ball Xenoverse
- Dragon Ball Xenoverse 2
- Dragon Quest Builders
- Dragon Quest Heroes : Le Crépuscule de l'Arbre du Monde
- Dragon Quest Heroes II
- Dragon Quest XI
- Drawn to Death
- Dreams
- DriveClub
- DriveClub VR (PSVR)
- Dungeons 2
- Dying Light
- Dying Light: The Following Enhanced Edition
- Dynasty Warriors 8: Empires
- Dynasty Warriors 8: Xtreme Legends Complete Edition

## E
- EA Sports UFC
- EA Sports UFC 2
- Eagle Flight (PSVR)
- Earth Defense Forces 4.1 The Shadow of New Despair
- Earth's Dawn
- Earthlock
- Elex
- Ether One
- Eve: Valkyrie (PSVR)
- Evolve

## F
- F1 2015
- F1 2016
- F1 2017
- F1 2018
- F1 2019
- Fallout 4
- Far Cry 4
- Far Cry Primal
- Farming Simulator 15
- Farming Simulator 17
- Farming Simulator 19
- Fate/EXTELLA: The Umbral Star
- FIFA 14
- FIFA 15
- FIFA 16
- FIFA 17
- FIFA 18
- FIFA 19
- FIFA 20
- Final Fantasy Type-0 HD
- Final Fantasy VII Remake
- Final Fantasy X/X-2 HD Remaster
- Final Fantasy XII: The Zodiac Age
- Final Fantasy XIV: A Realm Reborn
- Final Fantasy XIV: Heavensward
- Final Fantasy XIV: Édition Intégrale
- Final Fantasy XV
- Flockers
- For Honor
- Forestry 2017: The Simulation
- Fortnite
- Four Goddesses Online: Cyber Dimension Neptune
- Friday the 13th

## G
- Game of Thrones: A Teeltale Games Series
- Ghostbusters
- Giana Sisters: Twister Dreams Director's Cut
- Ginger: Beyond The Crystal
- God of War
- God of War III: Remastered
- Godzilla
- Gran Turismo Sport
- Grand Ages: Medieval
- Grand Kingdom
- Grand Theft Auto V
- Gravity Rush Remastered
- Gravity Rush 2
- Guitar Hero Live

## H
- Handball 16
- Hasbro Family Fun Pack
- Hatsune Miku Project Diva X (PSVR)
- Heavy Rain & Beyond Collectio,
- Helldivers Super-Earth Ultimate Edition
- Hitman
- Homefront: The Revolution
- Horizon Zero Dawn
- Hotline Miami: Collected Edition -
- Hunt: Horrors of the Gilded Age

## I
- inFamous: Second Son
- inFamous: First Light
- Injustice
- Injustice 2

## J
- Journey Collector's Edition
- Joysound.TV Plus
- Just Cause 3
- Just Dance 2014
- Just Dance 2015
- Just Dance 2016
- Just Dance 2017
- Just Dance 2018
- Just Dance 2019
- Just Dance 2020
- J-Stars Victory VS+

## K
- Kholat
- Killzone: Shadow Fall
- Kingdom Hearts HD 1.5 + 2.5 Remix
- Kingdom Hearts HD 2.8
- Kingdom Hearts 3
- Knack
- Knack 2
- Kromaia Omega
- Kung-Fu Panda

## L
- Lara Croft and the Temple of Osiris
- Legend of Kay Anniversary HD
- Lego Batman 3
- Lego City Undercover
- Lego Dimensions
- LEGO Harry Potter Collection
- Lego Jurassic World
- Lego El Hobbit
- Lego Marvel's Avengers
- Lego Marvel Super Heroes
- Lego Star Wars
- LEGO The Movie The Videogame
- Let's Sing 2016
- Lichdom: Battlemage
- Life is Strange
- LittleBigPlanet 3
- Lords of the Fallen

## M
- Mad Max
- Madden NFL 15
- Madden NFL 16
- Madden NFL 17
- Madden NFL 18
- Madden NFL 19
- Madden NFL 20
- Madden NFL 25
- Mafia III
- Mass Effect: Andromeda
- Megadimension Neptunia VII
- Metal Gear Solid V: Ground Zeroes
- Metal Gear Solid V: The Definitive Experience
- Metal Gear Solid V: The Phantom Pain
- Metro Redux
- Mighty No. 9
- Minecraft PlayStation 4 Edition
- Minecraft: Story Mode
- Mirror's Edge Catalyst
- MLB 14: The Show
- MLB 15: The Show
- MLB The Show 16
- MLB The Show 17
- MLB The Show 18
- MLB The Show 19
- Mordheim: City of the Damned
- Mortal Kombat X
- Mortal Kombat XL
- MotoGP 14
- MotoGP 15
- MotoGP 17
- MotoGP 18
- MotoGP 19
- Moto Racer 4
- Mount and Blade: Warband
- Murdered: Soul Suspect
- MX vs ATV SuperCross
- MXGP
- MXGP 2
- MXGP 3
- MXGP 4

## N
- Naruto Shippūden: Ultimate Ninja Storm 4
- Naruto Shippūden: Ultimate Ninja Storm 4: Road to Boruto
- Natsuiro High School Seisyun Hakusyo
- Natural Doctrine
- NBA 2K14
- NBA 2K15
- NBA 2K16
- NBA 2K17
- NBA 2K18
- NBA 2K19
- NBA 2K20
- NBA Live 14
- NBA Live 15
- NBA Live 16
- NBA Live 17
- NBA Live 18
- NBA Live 19
- Need for Speed
- Need for Speed: Rivals
- NHL 15
- NHL 16
- NHL 17
- NHL 18
- NHL 19
- NHL 20
- Ni no kuni 2: Revenant Kingdom
- Ni-Oh
- Nier: Automata
- Nights of Azure
- Nights of Azure 2
- Nitroplus Blasterz: Heroines Infinite Duel
- No Man's Sky
- Nobunaga's Ambition: sphere of Influence
- Nobunaga no Yabō Online: Tenka Mugen no Shō
- Now That's What I Call Sing

## O
- Odin Sphere: Leifthrasir
- OlliOlli: Epic Combo Edition
- OlliOlli 2: Welcome to Olliwood
- OneChanbara Z2: Chaos
- One Piece: Burning Blood
- One Piece: Pirate Warriors 3
- Outcast: Second Contact
- Overwatch

## P
- Payday 2: Crimewave Edition
- Persona 5
- Plants vs. Zombies: Garden Warfare 2
- PlayStation VR Worlds (PSVR)
- Prey
- Pro Evolution Soccer 2015
- Pro Evolution Soccer 2016
- Pro Evolution Soccer 2017
- Pro Evolution Soccer 2018
- Pro Evolution Soccer 2019
- Professional Farmer 2016
- Project CARS
- Project CARS: Game of the Year Edition
- Prototype
- Prototype 2
- Psycho-Pass: Mandastory Happiness
- Punch Line
- Pure Hold'em World Poker Championships

## R
- Ratchet and Clank
- Rayman Legends
- R.B.I. Baseball 14
- R.B.I. Baseball 15
- R.B.I. Baseball 16
- R.B.I. Baseball 17
- R.B.I. Baseball 18
- R.B.I. Baseball 19
- Red Dead Redemption 2
- Resident Evil 7: Biohazard (PSVR)
- Resident Evil 7: Biohazard Grotesque Ver.
- Resident Evil Origins Collection
- Resident Evil: Revelations 2
- Umbrella Corps
- Retro City Rampage: DX (TL)
- Rez Infinite (PSVR) (TL)
- Ride
- RIGS Mechanized Combat League (PSVR)
- Rise of the Tomb Raider: 20 Year Celebration (PSVR)
- Rise: Race the Future
- Risen 3: Enhanced Edition
- Rock Band 4
- Rocket League
- Rocksmith 2014
- Rory McIlroy PGA Tour
- Rugby 15
- Rugby 18
- Rugby Challenge 3
- Rugby League Live 3
- Rugby League Live 4
- Rugby World Cup 2015

## S
- Saint Seiya: Soldiers' Soul
- Saints Row IV: Re-Elected
- Samurai Warriors 4
- Samurai Warriors 4-II
- Samurai Warriors 4 Empire
- Saturday Morning RPG (TL)
- Sebastien Loeb Rally Evo
- Sengoku Basara 4 Sumeragi - J
- Sengoku Hime 5: Senka Tatsu Haou no Keifu - J
- Senran Kagura: Estival Versus
- Senran Kagura: Estival Versus - Sakura Edition - J
- Senran Kagura: Peach Beach Splash (PSVR)
- Shadow of the Beast
- Shadow Warrior
- Shadow Warrior 2
- Shantae: Half-Genie Hero
- Shenmue III
- Sherlock Holmes : Crimes et châtiments
- Shovel Knight
- Simply Series G4U Vol.1: The Mahjong
- Singstar Frozen
- Singstar Ultimate Party
- Skylanders: Imaginators
- Skylanders: SuperChargers
- Skylanders: Swap Force
- Skylanders: Trap Team
- Sleeping Dogs: Definitive Edition
- Sniper Elite III
- Sniper: Ghost Warrior 3
- Space Hulk: Deathwing
- Spider-Man
- Star Ocean 5: Integrity and Faithlessness
- Star Trek: Bridge Crew (PSVR)
- Star Wars: Battlefront
- Steins;Gate 0
- Stick It to the Man!
- Street Fighter V
- Styx: Shards of Darkness
- Super Dungeon Bros
- Super Meat Boy
- Sword Art Online: Game Director's Edition
- Sword Art Online: Hollow Realization
- Sword Art Online: Lost Song
- Syberia 3

## T
- Tadeo Jones y el Manuscrito Perdido
- Tales from the Borderlands
- Tales of Berseria
- Tales of Zestiria
- Terraria
- Tearaway Unfolded
- Tekken 7
- The Amazing Spider-Man 2
- The Crew
- The Crew: Wild Run
- The Elder Scrolls Online
- The Elder Scrolls V: Skyrim – Special Edition
- The Escapists
- The Escapists: The Walking Dead
- The Evil Within
- The Jackbox Party Pack
- The Golf Club Collector's Edition
- The King of Fighters XIV
- The Last Guardian
- The Last of Us Remastered
- The Last of Us Part II
- The Order: 1886
- The Walking Dead: Saison 1
- The Walking Dead: Saison 2
- The Walking Dead: A New Frontier
- The Witch and the Hundred Knight: Revival
- The Witch and the Hundred Knight 2
- The Witcher 3: Wild Hunt
- The Witcher 3: Wild Hunt - Game of the Year Edition
- The Wolf Among Us
- Thief
- This War Of Mine: The Little Ones
- Tiny Troopers Joint Ops
- Titanfall 2
- Toki Tori 2+
- Tom Clancy's Ghost Recon Wildlands
- Tom Clancy's Rainbow Six: Siege
- Tom Clancy's The Division
- Tomb Raider: Definitive Edition
- Tony Hawk's Pro Skater 5
- Touhou Genso Rondo: Bullet Ballet
- Touhou Shinpiroku: Urban Legend in Limbo.
- Toukiden 2
- Tour de France 2015
- Tour de France 2016
- Tower of Guns
- TrackMania Turbo
- Transformers Devastation
- Trials Fusion
- Trials Fusion: The Awesome Max Edition
- Tropico 5
- Tropico 5: Complete Collection

## U
- Uncharted: Drake's Fortune Remastered
- Uncharted: The Lost Legacy
- Uncharted: The Nathan Drake Collection
- Uncharted 2: Among Thieves Remastered
- Uncharted 3: The Illusion de Drake Remastered
- Uncharted 4: A Thief's End
- Until Dawn
- Until Dawn: Rush of Blood (PSVR)

## V
- Valkyria: Azure Revolution
- Valkyria Chronicles Remastered

## W
- Warhammer 40000: Eternal Crusade
- Warriors Orochi 3 Ultimate
- Wasteland 2: Director's Cut
- Watch Dogs
- Watch Dogs 2
- Winning Post 8 2016
- Winning Post 8 2017
- WipEout: Omega Collection
- Wolfenstein: The New Order
- Wolfenstein: The Old Blood
- World of Final Fantasy
- Worms Battlegrounds
- WRC 5
- WRC 5 eSport Edition
- WRC 6
- WRC 7
- WRC 8
- WWE 2K15
- WWE 2K16
- WWE 2K17
- WWE 2K18
- WWE 2K19
- WWE 2K20

## X
- XCOM 2

## Y
- Yakuza Zero
- Yakuza 6: The Song of Life
- Yakuza Ishin
- Yakuza Kiwami
- Yasai Ninja
- Yesterday Origins
- Yooka-Laylee
- Ys VIII: Lacrimosa of Dana

## Z
- Zenith
- Ziggurat
- Zombi
- Zombie Vikings